# 자코모 알바네세
자코모 알바네세(이탈리아어: Giacomo Albanese, 1890년 7월 11일 ~ 1947년 6월 8일)는 이탈리아의 수학자다. 대수기하학에 공헌하였다.

## 생애
팔레르모 근처 작은 마을에서 태어났고, 피사에 있는 스쿠올라 노르말레 수페리오레(이탈리아어: Scuola Normale Superiore)에서 1913년 박사 학위를 수여받았다.
1936년 브라질로 이민하여 상파울루 대학교에서 교수직을 얻었다. 1948년 상파울루에서 사망하였다.